# تابع همگن

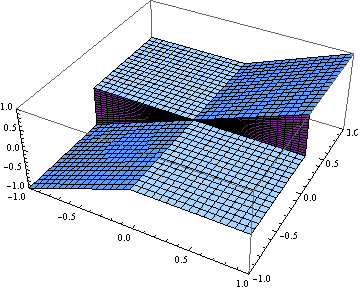
تابع همگن

تابع {\displaystyle f(x,y)} را همگن از درجه {\displaystyle n} می‌گوییم هرگاه به ازای هر عدد حقیقی {\displaystyle \lambda }  داشته باشیم:
{\displaystyle f(\lambda x,\lambda y)=\lambda ^{n}f(x,y)}

## قضیه اویلر
طبق قضیه اویلر هرگاه تابع {\displaystyle f(x,y,z)} همگن از درجه {\displaystyle n} و دارای مشتق در مرتبه اول باشد، آنگاه داریم:
{\displaystyle x{\frac {\partial f}{\partial x}}+y{\frac {\partial f}{\partial y}}+z{\frac {\partial f}{\partial z}}=nf(x,y,z)}
این قضیه همچنین قابل تعمیم به توابع همگن {\displaystyle m} متغیره است.